# 八氏水狼蛛
八氏水狼蛛（学名：Pirata yaginumai）为狼蛛科水狼蛛属的动物。分布于日本、朝鲜以及中国大陆的陕西、北京、吉林、辽宁、山东、河南、浙江、贵州、云南等地，多栖息于溪边及河边草丛和卵石滩。该物种的模式产地在日本。